# Булакский сельский округ (Акмолинская область)
Була́кский се́льский окру́г (каз. Būlaq auyldyq okrugı) — административная единица в составе Зерендинского района Акмолинской области Республики Казахстан. Административный центр — село Еленовка.

## География
Сельский округ расположен на западе района, граничит:
- на востоке с Кокшетауской городской администрацией и с Садовым сельским округом,
- на юго-востоке с Приреченским сельским округом,
- на юге и западе с Айыртауским районом Северо-Казахстанской области,
- на северо-западе с Сарыозекским сельским округом,
- на севере Симферопольским сельским округом.

Через территорию сельского округа проходят автодорога Р-11 и Среднесибирская железнодорожная магистраль.
Имеются 3 озёра. 

## История
В 1989 году существовал как Булакский сельсовет (сёла Еленовка, Жанаул, Жылымды, Пахарь, станция Карагай) входивший тогда в состав Кокчетавского района. 
В 1997 году после упразднение Кокчетавского, в составе Зерендинского района.

## Население
| Численность населения | Численность населения | Численность населения |
| 1989                  | 1999                  | 2009                  |
| --------------------- | --------------------- | --------------------- |
| 3214                  | ↘2864                 | ↘2297                 |

## Состав
В состав сельского округа входят 5 населённых пунктов.
| № | Населённый пункт | Тип населённого пункта       | Население, 1989 | Население, 1999 | Население, 2009 |
| - | ---------------- | ---------------------------- | --------------- | --------------- | --------------- |
| 1 | Еленовка         | село, административный центр | 1 666           | 1 575           | 1 346           |
| 2 | Жанааул          | село                         | 202             | 207             | 189             |
| 3 | Жылымды          | село                         | 378             | 305             | 208             |
| 4 | Карагай          | село                         | 418             | 384             | 262             |
| 5 | Карлыколь        | аул                          | 550             | 393             | 292             |

## Экономика
Согласно отчёту акима сельского округа за 2020 год:
Сельское хозяйство представляется 42-я хозяйствующими субъектами, из которых 14 имеют статус — ТОО и 28 — КХ. В округе нет залежных земель, посевная компания проводится согласно рабочего плана, организовано в срок, урожайность зерновых составило 18,0 ц/га.
В округе функционирует 5 магазинов и 2 пекарни которые предоставляют населению широкий ассортимент продовольственных и промышленных товаров.
В округе из перерабатывающих предприятий имеется ТОО «ХПП Карагай» расположенный на станции Карагай, который занимается оказанием услуг по приемке и сушке зерна.
Так же в округе функционирует кирпичный завод ТОО «Ашина Тас», и начато строительство еще одного кирпичного завода.

## Объекты округа
Обучением и воспитанием учащихся занимается 77 учителей с высшим педагогическим образованием.
Оказанием мед. помощи в округе занимается 4 ФАПа и 1 СВА где работает 10 медработников со средним образованием и 1 врач с высшим образованием.